# Stanisław Hernisz
Stanisław Hernisz (Varsó, 1805. – London, 1866. április 20.) zsidó származású lengyel szabadságharcos, orvos, újságíró, az Amerikai Egyesült Államok Külügyminisztériumának alkalmazottja, sinológus.

## Élete és munkássága
Hernisz a varsó rabbiképző növendéke volt, amikor 1830-ban kitört a novemberi felkelés. Önkéntesként részt vett az Oroszország elleni lengyel felkelésben. A  zsidó fiatalokból álló zászlóalj bátorítására és ösztönzésére szöveget írt Chopin Hulanka („Muri”) című darabjára (Op. 74. Nr. 4, 1830.). A felkelés leverését követően Franciaországba emigrált, ahol újságíróként dolgozott. Itt tartózkodása idején csatlakozott az Amerikai Egyesült Államok Külügyminisztériumának kirendeltségéhez, majd később Amerikába emigrált. Orvosként végzett, majd az amerikai misszió tagjakén Kínában teljesített szolgálatot. 1854-ben jelentette meg az A Guide to Conversation in the English and Chinese Languages for the Use of Americans and Chinese in California and Elsewhere kínai társalgás könyvét, amely kiváló segédanyagnak bizonyult a kaliforniai aranyláz (1848–1855) idején érkezett kínai munkásokkal való kommunikáció során. Bostonban telepedett le, ahol gyógyszerészként dolgozott, majd útban kínai útjára, Londonban hunyt el 1866-ban.